# スミス島 (サウス・シェトランド諸島)

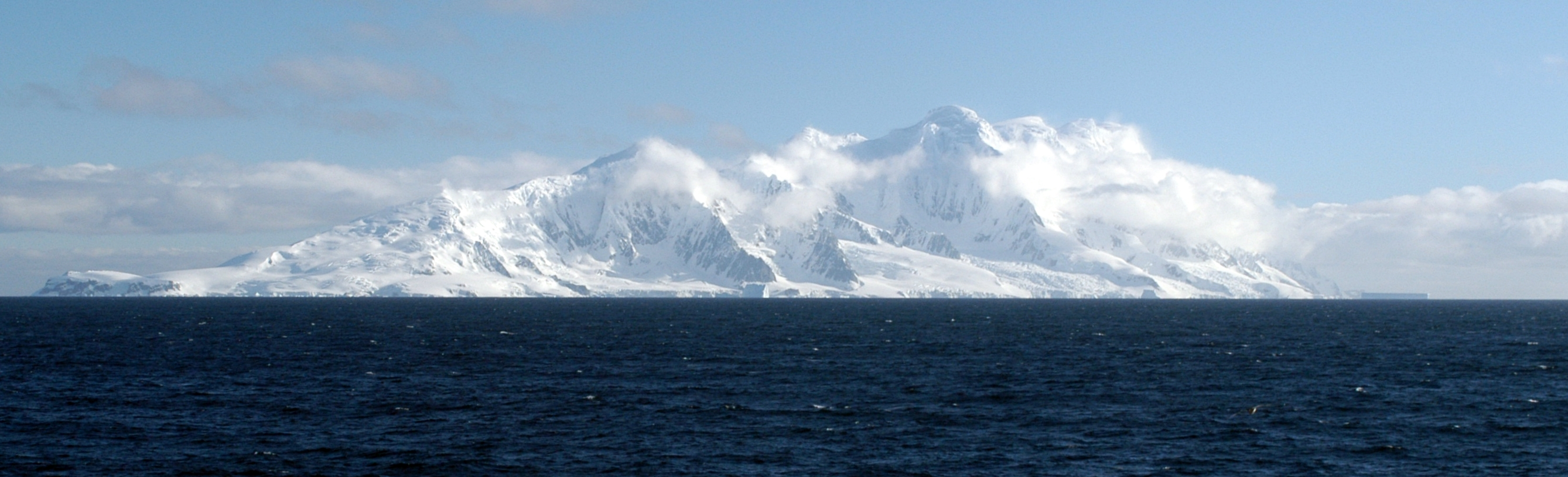
南島方向から見たスミス島

スミス島(スミスとう、Smith Island)は、長さ20km、幅8.0kmのサウス・シェトランド諸島最西端にある島である。デセプション島の西72kmのイギリス領南極地域に位置する。面積は148km2である。
サウス・シェトランド諸島の発見は、1819年にこの島の名前の由来となったウィリアム・スミスによって最初に報告された。この島は、1820年代よりアメリカとイギリスのアザラシ猟の場として知られており、スミス島という名前は100年以上に渡り国際的に使われているが、ロシアではしばしばボロディノ島(Borodino Island)と呼ばれている。
この島には観測基地や観測所はなく、科学者や登山家も滅多に立ち入らない。最高峰は2105mのフォスター山である。最初の詳細な地形図は、ブルガリアのAntarctic Place-names Commissionとブルガリア陸軍のMilitary Topographic Serviceによって作られ、2009年に英語とブルガリア語で公表された。